# Lamborghini Silhouette
El Lamborghini Silhouette (también denominado Lamborghini Silhouette P300) es un automóvil deportivo que fue producido por el fabricante italiano Lamborghini desde 1976 hasta 1979, período en el que se fabricó un pequeño número de unidades. Este automóvil más tarde evolucionó en el similar pero más exitoso Lamborghini Jalpa.
En la historia de Lamborghini, fue el segundo modelo que no se basó en el uso de la tauromaquia para definir su nomenclatura, después del Countach. En este caso, se apeló a un vocablo francés cuya traducción al español es «silueta».

## Desarrollo y diseño

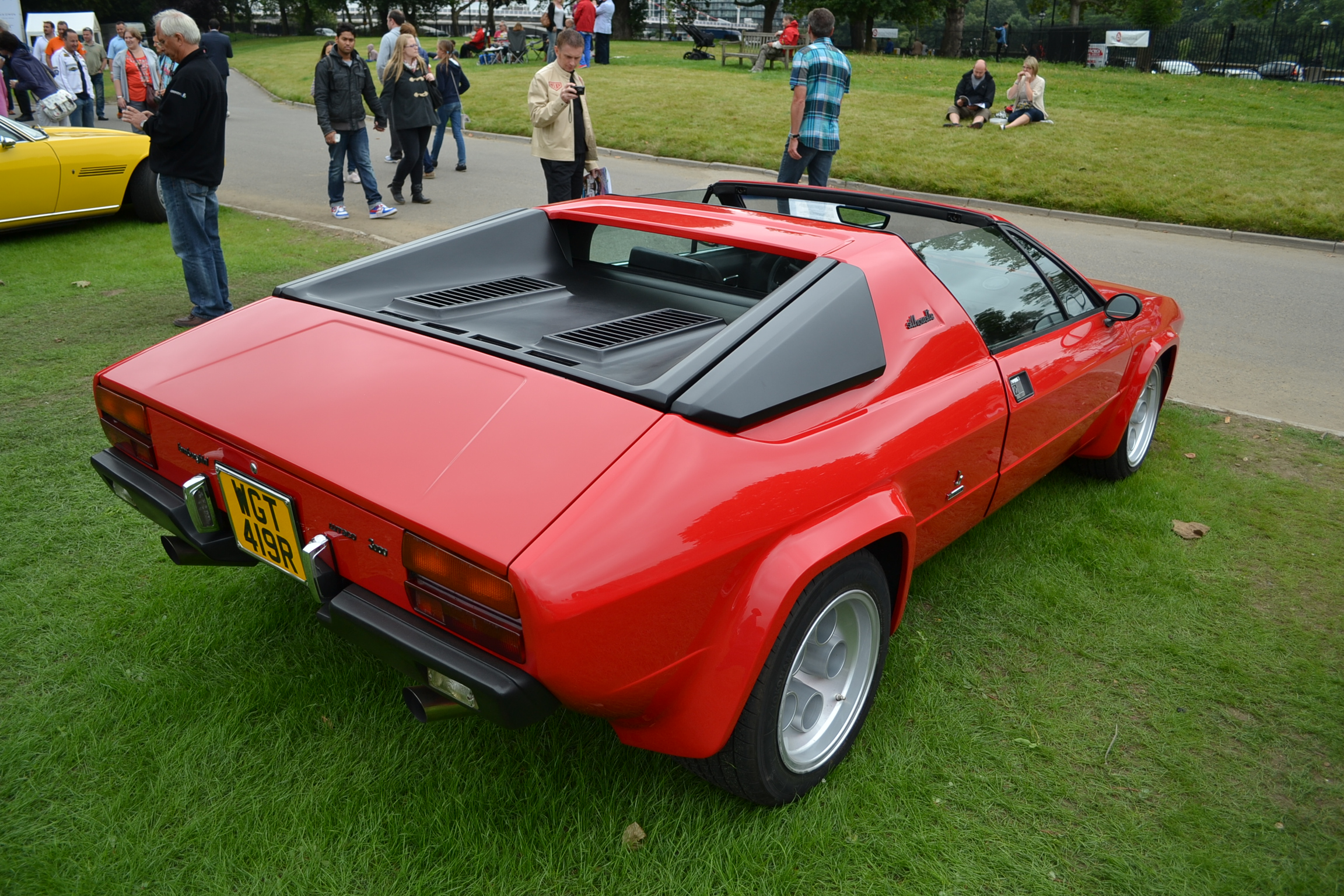
Chelsea Auto Legends 2012, Lamborghini Silhouette.

A mediados de los años 1970, Lamborghini no estaba en muy buenas condiciones económicas, ya que la producción del anterior modelo, el Lamborghini Urraco, había sido muy costosa, y no se había vendido lo suficiente, así que la empresa no podía crear un modelo totalmente nuevo. Lo único que podía hacer era desarrollar el Urraco y convertirlo en otro automóvil. De este modo, el Silhouette (que comenzó como un ensayo de diseño de la empresa italiana Bertone) estaba basado en el Urraco, y fue la evolución de la versión P300 de dicho modelo. Respecto al Urraco, la principal diferencia del Silhouette es la carrocería, que posee un diseño más angular y fue transformada de coupé a targa, con el consiguiente rediseño del interior y la eliminación de los asientos traseros, convirtiendo el vehículo en un biplaza. Fue construido sobre un chasis más largo que el del Urraco, para que cupiese el techo. Finalmente, fue presentado al público en el Salón del Automóvil de Ginebra en marzo de 1976. El Silhouette fue el primer modelo de Lamborghini en emplear un techo targa, el cual tiene un panel desmontable.

## Producción

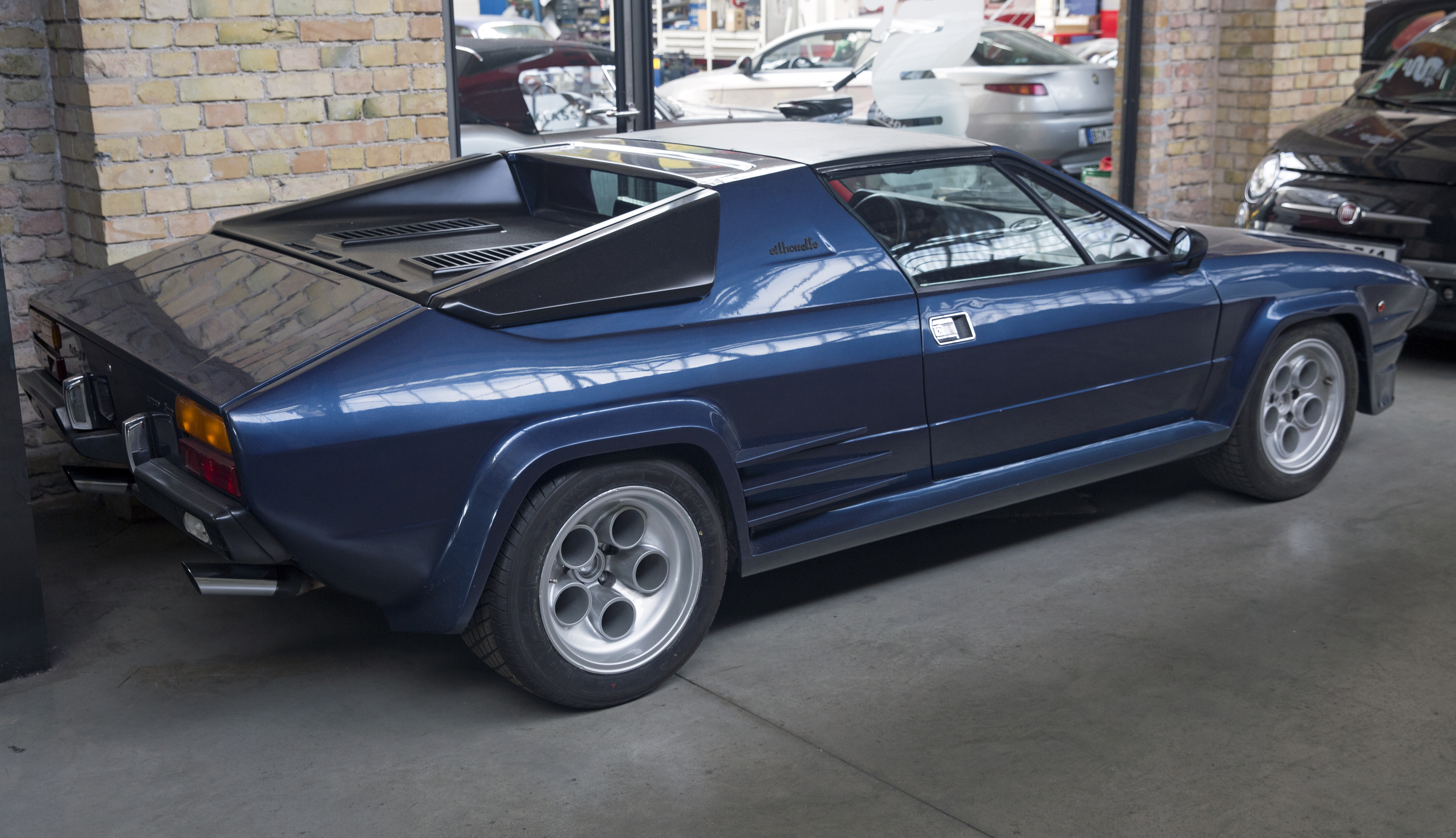
Lamborghini Silhouette en junio del año 2017.

A pesar del desarrollo de este modelo para intentar venderlo mejor que el anterior, la producción del Lamborghini Silhouette fue muy escasa, ya que entre 1976 y 1979 fueron construidas solamente 54 unidades. Otras fuentes indican que en total se construyeron 55 unidades, o incluso menos, 52 unidades. 12 unidades fueron producidas con el volante en el lado derecho. Se sabe que todavía existen 31 unidades de este modelo.

## Mecánica
El Silhouette tiene un motor V8 de 3 litros con doble árbol de levas en cabeza y 16 válvulas, que está montado transversalmente detrás del conductor. Este motor tiene un bloque construido en aluminio y aleación ligera, y puede desarrollar una potencia máxima de 260 CV (191 kW). La caja de cambios es manual, con cinco velocidades. El embrague es hidráulico, con un diámetro de disco de 241 mm.

### Relación de marchas
| Marcha   | 1       | 2       | 3       | 4       | 5       | Conducción final |
| -------- | ------- | ------- | ------- | ------- | ------- | ---------------- |
| Relación | 2.933:1 | 2.105:1 | 1.565:1 | 1.185:1 | 0.870:1 | 4.00:1           |

## Especificaciones
| Ficha técnica          | Lamborghini Silhouette |
| Motor                  | 8 cilindros en V DOHC a 90°, 16 válvulas (2 válvulas por cilindro).                                                                              |
| Cilindrada             | 2995,8 centímetros cúbicos. |
| Diámetro y carrera     | 86 x 64,5 mm. |
| Alimentación           | 4 carburadores Weber 40 DCNF. |
| Relación de compresión | 10.1:1 |
| Potencia máxima        | 260 CV a 7.500 rpm |
| Par máximo             | 272,6 Nm a 5750 rpm. |
| Transmisión            | Caja de cambios manual de 5 velocidades. |
| Suspensión             | Independiente en todas las ruedas. |
| Frenos                 | Frenos de disco ventilados con doble asistencia, con discos de 278 mm los frontales y los traseros.                                              |
| Ruedas                 | Llantas: Campagnolo de 8.5 x 15" las delanteras y de 11 x 15" las traseras. Neumáticos: 195/50 VR 15 los delanteros y 285/40 VR 15 los traseros. |
| Tanque                 | 80 litros. |
| Velocidad máxima       | 260 km/h (161,2 mph). |
| Aceleración            | 0 a 100 km/h en 6,5 segundos. |
| Precio y valor actual  | Precio (1976): 27.000 $. Valor actual: 21.400 $ - 36.600 $.                                                                                      |